# Walter Hayman
Walter Kurt Hayman FRS (Colônia, 6 de janeiro de 1926 – 1 de janeiro de 2020) foi um matemático britânico nascido na Alemanha.
Conhecido por suas contribuições à análise complexa. É professor emérito do Imperial College London.

## Vida
Hayman nasceu em Colônia, Alemanha, e imigrou para o Reino Unido em 1938. Frequentou a Gordonstoun School e depois o St John's College (Cambridge), aluno de Mary Cartwright e John Edensor Littlewood. Lecionou na Universidade de Exeter.
Em 1947 casou com Margaret Riley Crann, fundadores da British Mathematical Olympiad.
Hayman foi palestrante convidado do Congresso Internacional de Matemáticos em Amsterdam (1954 - The coefficients of schlicht and allied functions) e em Nice (1970 - Subharmonic functions in {\displaystyle R^{m}}).

## Condecoraçõese prêmios
Hayman foi laureado com a Medalha De Morgan de 1995. É membro da Royal Society, da Accademia Nazionale dei Lincei e da Academia de Ciências e Letras da Finlândia. Uma edição do Computational Methods and Function Theory foi dedicada ao seu aniversário de 80 anos.

## Publicações selecionadas
- Hayman, W. K. (1964). Meromorphic functions. Col: Oxford Mathematical Monographs. Oxford: Clarendon Press. MR 0164038
- Hayman, W. K.; Kennedy, P. B. (1976). Subharmonic functions. Col: London Mathematical Society Monographs. I. London-New York: Academic Press. MR 0460672

Hayman, W. K. (1988). Subharmonic functions. Col: London Mathematical Society Monographs. II. London: Academic Press. ISBN 0-12-334802-1. MR 1049148